# Нинна-дзи
Нинна-дзи (яп. 仁和寺) — большой храмовый комплекс подшколы Омуро-ха буддийской школы сингон-сю, расположен в районе Укё города Киото, Япония. Называется также Старый Императорский Дворец Омуро (яп. 御室).
Главной святыней монастыря является статуя будды Амиды. К ценным памятникам относятся золотой храм (национальное сокровище Японии), пятиярусная пагода (важная культурная достопримечательность Японии).
Храм основан в 888 году по приказу императора Уда, когда он отрёкся от престола и ушёл в монахи. С тех пор назывался дворцом Омуро. Веками управлялся настоятелями, которые назначались из числа принцев крови императорского дома Японии. Во время гражданской войны 1467—1477 годов потерял все культовые сооружения. Большинство сооружений относятся к XVII веку, между 1641 и 1646, когда храм был восстановлен, в том числе пятиярусная пагода и сад карликовых вишнёвых деревьев. Главный храм — бывший Малый тронный зал Императорского дворца, перенесённый на новое место в 1647 году. В храме находятся изысканнейшие по красоте картины (на стенах залов) и произведения искусства. Сад с прудом — один из самых красивых в Японии.
Храмовый комплекс разделён стенами на несколько частей — в юго-западной части находится группа деревянных павильонов, соединённых галереями, в которых хранятся сокровища храма и произведения искусства, к павильонам примыкает декоративный пруд. В северной части за Центральными воротами находятся главный зал Кондо, пятиярусная пагода и другие сооружения. Комплекс разделён на части широкой дорогой, ведущей от Ворот Двух Императоров на юге к Центральным Воротам в сторону северной части комплекса.
В 1994 году занесён в список Мирового наследия ЮНЕСКО в Японии.
Сзади за храмом находится макет исторической дороги паломничества через 88 буддийских храмов острова Сикоку.
В храме располагается также Школа Икэбаны Омуро.

## Общие сведения
Строительство монастыря Нинна-дзи было начато в 886 году по указу Императора Коко на северо-западной окраине японской столицы Киото. В следующем году монарх умер, не успев увидеть завершение работ, поэтому за осуществление его замысла взялся преемник — Император Уда. В 888 году он достроил монастырь и назвал его в честь девиза правления «Нинна». Освящение обители состоялось при участии монаха Синдзэна секты сингон. Первым настоятелем монастыря назначили монаха Кангэна.
Император Уда был пылким буддистом, поэтому отрёкся от престола, принял монашеский постриг за наставничеством Якусина, главы столичного монастыря Тодзи, и переселился в построенный им Нинна-дзи. На территории монастыря он возвёл собственные апартаменты (по-японски — омуро), от имени которых монастырь стали называть дворцом Омуро. С тех пор зародился обычай назначать настоятелей Нинна-дзи из представителей Императорской семьи Японии, которым предоставляли титул принца-монаха. Кроме них, в монастыре работали такие монахи аристократического происхождения, как Кантё, Канку, Сайсин и Кандзё, которые занимались развитием наук и религиозной доктрины секты сингон.
В 1119 году большинство сооружений и храмов Нинна-дзи сгорело. Несмотря на это, Императорский двор и столичная аристократия восстановили монастырь, а также способствовали его дальнейшему развитию. Под руководством настоятеля-принца Какусё (1153—1169), который был назначен заведующим делами всех буддистских сект Японии, Нинна-дзи имел статус главного буддистского центра страны. Процветание монастыря продолжалось до XV века.
Во время войны годов Онин 1467—1477 годов все здания Нинна-дзи были уничтожены огнём, а его территория превратилась в пустырь. Восстановление монастыря началось в XVII веке при правлении сёгуна Токугавы Иэмицу. Он пожертвовал 200 тысяч золотых рё на реставрационные работы. Кроме этого, во время перестройки Императорского дворца в 1647 году, императорский двор подарил Нинна-дзи более 30 зданий, среди которых были Малый тронный зал (яп. 紫宸殿), Прохладный зал (яп. 清涼殿), Жилой зал (яп. 常御殿), Китайские ворота (яп. 唐門 карамон), Четырёхколонные ворота (яп. 四脚門) и другие.
После реставрации Мэйдзи 1868 года и религиозной реформы 1870 года традиция управления монастырём лицами из императорской семьи была прервана. В 1887 некоторые сооружения Нинна-дзи сгорели. Капитальная реставрация началась только в 1909 году и продолжалась полдесятилетия.
По состоянию на 1994 год на территории Нинна-дзи расположены «Золотой храм» (яп. 金堂), Храм основателя (яп. 御影堂), Ворота Нио (яп. 仁王門), Храм Каннон (яп. 観音堂), Средние ворота (яп. 中門), колокольня, Чайная беседка летучих волн (яп. 飛濤亭), Беседка дальней ограды (яп. 遼廓亭) и другие сооружения.
Золотой храм внесён в список Национальных сокровищ Японии. Это бывший Малый тронный зал императорского дворца, перенесённый в 1647 году на территорию монастыря. В храме хранится главная святыня — триада будды Амиды с бодхисатвами Каннон и Сэйси, изготовленный в начале IX века. Он также входит в число Национальных сокровищ страны. Храм основателя — это бывший Прохладный зал императора. Он имеет шатровую крышу и был перенесён вместе с Малым тронным залом. В храме размещена статуя сидящего монаха Кукая, основателя японской секты эзотерического буддизма сингон. Пятиярусная пагода и Ворота Нио также построены около 1647 года.
Ценными скульптурами Нинна-дзи являются статуи божеств Дзотё и Тамона — двух небесных махараджей, покровителей буддизма; богини искусств Бэндзай, сидячая статуя божества Айдзэна и т. д. Также в монастыре находится шёлковая картина божества Кудзяку — национальное сокровище Японии, и портрет принца Сётоку — ценная культурная достопримечательность Японии. В библиотеке обители хранятся древние манускрипты, среди которых самыми ценными являются рукописи Кукая «Тридцатикнижие» (яп. 三十帖冊子) (IX век), старейший японский медицинский трактат «Приёмы знахарства» (яп. 医心方, いしんぽう) (984 год) и средневековая хроника монастыря «Записи наследования Омуро» (яп. 御室相承記) (XIII век).
Также на территории монастыря находится гробница Императора Уда и парк сакур, который называют Парком сакур Омуро.